# Balázs Birtalan
Balázs Birtalan (12 de outubro de 1969 - 14 de maio de 2016) foi um autor, poeta, publicitário e psicoterapeuta húngaro, conhecido principalmente por sua participação no movimento cristão gay na Hungria. Ele era filho do poeta Ferenc Birtalan.
Seus primeiros poemas foram publicados aos dez anos de idade; ele publica regularmente desde os 14 anos de idade. Ele frequentou a escola secundária Eötvös József em Budapeste e se formou em 1988. Criado como não religioso, ele se tornou cristão em 12 de fevereiro de 1989, o que foi uma experiência de mudança de vida para ele; ele foi batizado como católico romano uma semana depois. Entre 1990 e 1992, ele estudou teologia no Esztergom Colégio de Teologia e ingressou em uma comunidade cristã, da qual ele foi excluído por causa de sua homossexualidade em 1993. Isso levou ao lançamento do movimento cristão gay na Hungria com seus amigos. Eles fundaram as comunidades Bíborpalást [Veste de Púrpura] e Öt Kenyér [Cinco Pães] posteriormente, nas quais ele participou ativamente por mais de uma década.
Em 1995 e 1996, estudou psicologia na Universidade Eötvös Loránd, em Budapeste. Ele fez um exame de nível intermediário em inglês e um avançado em esperanto. Entre 1988 e 1998, ganhou a vida vendendo livros e CDs; entre 1996 e 1997, ele ensinou inglês. Depois de 1998, trabalhou em cartório, editando instrumentos jurídicos. De 2005 a 2006, ele concluiu o curso de duzentas horas específico da Associação Integrada de Psicoterapia.
Ele começou a publicar um blog em 2005. Seus principais tópicos incluíam religião, comunicação compassiva, desenvolvimento sustentável, literatura, psicologia, sociologia e filosofia. Uma coleção de seus ensaios, anteriormente publicada em seu blog, foi publicada em 2008 como um livro. Desde o início de 2009, ele não se considerava mais cristão. Seus apelidos online de Fëanor e Izmael referem-se aos dois autores que moldaram significativamente sua visão de mundo, J. R. R. Tolkien e Daniel Quinn.

## Trabalho
Desde 1983, vários de seus poemas, artigos e ensaios foram publicados nesses periódicos:
- revistas para crianças e jovens (Kincskereső, Ifjúsági Magazin, Magyar Ifjúság)
- jornais diários (Népszabadság, Népszava) e semanais (Kapu, Magyar Narancs)
- revistas literárias e culturais (Élet és Irodalom, Mozgó Világ, Új Tükör)
- periódicos especializados (Fundamentum, Közjegyzők Közlönye, Mások), bem como
- Revistas da igreja (Egyházfórum, Keresztény Szó, Marana Tha, Mérleg, Új Ember).

Sua coleção de poemas, Versão B, foi publicada em 1995. Seus poemas mais recentes são:
- Coroa de memórias – Coroa de sonetos da 1992[6]
- Poemas, 1992–1996[7]
- Poemas de 2005[8]
- Flores artificiais sobre o altar do simbolismo (2009)

Sua coleção de ensaios, Ameixas secas ao pôr do sol – histórias meme, foi publicada no final de 2008, editada a partir de suas postagens de blog dos anos anteriores. Ele aborda uma ampla gama de temas, incluindo escritos biográficos, desenvolvimento sustentável, comunicação compassiva, psicologia, psicoterapia e hipnose, Harry Potter, sociedade e tolerância, igreja, seus dogmas e teologia.
Uma edição completa de suas postagens no blog foi publicada postumamente em 2017, intitulada Sem um escrito do destino, em 1.000 páginas (ISBN 9789634193050), com recomendação do psicólogo Tamás Vekerdy.

## Ativismo gay
Entre 1995 e 2003, ele participou ativamente do ativismo gay cristão, lutando contra a homofobia da Igreja e a posição anti-religiosa das comunidades gays. Seu livro, Deverão ser mortos?, foi publicado em 1997. Um documentário com o mesmo título foi realizado em 2003, centrado no autor, dirigido por Bernadett Frivaldszky. Ele realizou várias palestras sobre esse assunto em várias conferências. Escolhe a vida! é a versão reduzida de seu livro, reformulada do ponto de vista protestante. Foi publicado em 2004.

## Morte
Balázs Birtalan morreu em 14 de maio de 2016, após uma batalha de três anos contra o câncer.

## Autores e obras com impacto dominante em sua vida
Segundo seu relato, os seguintes autores e obras tiveram a maior influência em sua vida:
| - Ferenc Móra: A pequena bata à procura de tesouros e outras obras - Antoine de Saint-Exupéry: Brasil: O Pequeno Príncipe / Portugal: O Principezinho - Mark Twain: As Aventuras de Tom Sawyer e As Aventuras de Huckleberry Finn - Karl May: Winnetou e outros romances sobre nativos americanos - Júlio Verne: Matias Sandorf - poemas de Attila József - Peter Weiss: O interrogatório - Peter Shaffer: Equus - Ferenc Birtalan: O mar num lancheira - Bíblia - Josh McDowell: Mais do que um carpinteiro? | - Henri Boulad SJ.: A esperteza do coração (alemão: Die Vernunft des Herzens) - Endre Gyökössy: Sobre nós mesmos por nós próprios e outras obras - Dead Poets Society - József Temesi SJ.: Para quem e porquê a Palavra foi feita carne? - histórias de detectives de Agatha Christie - Anthony de Mello SJ.: Voo, O despertar do coração e outras obras - J. R. R. Tolkien: O Senhor dos Anéis e O Silmarillion - László Mérő: Cálculos morais e Maneiras de pensar - Daniel Quinn: Ismael e História de B - Marshall Rosenberg: Comunicação Não Violenta: uma linguagem de compaixão e outras obras - Série "Harry Potter" de J. K. Rowling |